# Grutas de Bustamante
Las grutas de Bustamante, también conocidas como las grutas del Palmito, se localizan en la Sierra de Gomas, a 107 kilómetros al noroeste de la ciudad de Monterrey y a siete kilómetros al suroeste de la cabecera del municipio de Bustamante.

## Descubrimiento
El descubrimiento de estas grutas se remonta a 1906 y se atribuye a un campesino de la región mientras se encontraba buscando palmito en la sierra de Gomas, cuando se percató de un pequeño hoyo en la parte alta de la sierra por lo que decidió cavar hasta que pudo entrar en una especie de cueva y para su sorpresa se encontró con una gran diversidad de estalacticas y estalagmitas en su interior. El nombre con el que sería conocida inmediatamente fue el de grutas del Palmito, debido a que su descubridor se encontraba en la búsqueda de palmito cuando por casualidad las descubrió.